# وویچیخ ژیلینسکی
وویچیخ ژیلینسکی (لهستانی: Wojciech Zieliński؛ ‏ ۲۳ آوریل ۱۹۷۹) بازیگر و صداپیشه اهل لهستان است.
از فیلم‌ها یا مجموعه‌های تلویزیونی که وی در آن‌ها نقش داشته‌است، می‌توان به غسل تعمید، کمیسر ماما، دادستان، خبرچینان – پدران و دختران، خبرچینان، فوریوزا، مرد ایده‌آل برای دوست‌دخترم، مرا ترک مکن، جنگ‌های پنهان، گوش آقای رئیس، آب‌شدگی، خیوکا، صفر، لندنی‌ها، پزشکان، عواقب، بازیافت، ولین و جرم اشاره نمود.